# El Diario (Uruguay)
El Diario war eine spanischsprachige, uruguayische, landesweit vertriebene Abendzeitung.

## Geschichte
Sie wurde 1923 in Montevideo gegründet. Der Sitz der Zeitung befand sich in der Ciudad Vieja an der Straßenecke Bartolomé Mitre / Buenos Aires. Als Herausgeber fungierte bis 1987 die zu jener Zeit überwiegend im Besitz von Pedro Santayana befindliche Sociedad Editora Uruguaya Sociedad Anonima (SEUSA), die unter anderem auch für die Morgenzeitung La Mañana und die Zeitschrift Andresito verantwortlich zeichnete. 
El Diario war eine Boulevard-Zeitung, die noch Mitte der 1990er Jahre ausschließlich auf Schwarz-Weiß-Druck zurückgriff. Sie erschien im traditionellen Querformat und präsentierte auf ihrer ersten Seite stets großformatige Schlagzeilen sowie mit Bildunterschriften versehene Fotos. Ihr Schwerpunkt lag insbesondere in der Sport- und der politischen Berichterstattung sowie Nachrichten aus den Sparten Kriminalität und Justiz. Im Jahr 2000 stellte die Zeitung den Betrieb ein.
Landesweit war die der Partido Colorado nahestehende El Diario in großen Teilen der 1950er und 1960er Jahre die meistverkaufte Zeitung. So betrug Mitte der 1950er Jahre die Auflage von El Diario rund 170.000 Exemplare. Zweitgrößte Publikation zu jener Zeit war El País (120.000 Exemplare). 1989 soll die Auflage der El Diario dagegen nach Angaben des ICD bei nur noch 3.000 Exemplaren gelegen haben, wobei insgesamt ein Rückgang der Auflagenstärke der einzelnen Publikationen zu verzeichnen war, da zu jener Zeit über 30 Zeitungen die diversifizierte uruguayische Presselandschaft bildeten. So galt die El País seinerzeit mit 25.000 Exemplaren als die mit deutlichem Abstand auflagenstärkste Zeitung.